# Orange County, Vermont
Orange County är ett county i delstaten Vermont, USA. Det är ett av fjorton countyn i staten. Den administrativa huvudorten (county seat) är Chelsea. År 2010 hade countyt 28 936 invånare.

## Geografi
Enligt United States Census Bureau har countyt en total area på 1 792 km². 1 784 km² av den arean är land och 8 km² är vatten.

### Angränsande countyn
- Caledonia County, Vermont - nordöst
- Grafton County, New Hampshire - öst
- Windsor County, Vermont - sydväst
- Addison County, Vermont - väst
- Washington County, Vermont - nordväst